# تپه امامزاده والیان
تپه امامزاده والیان مربوط به دوران‌های تاریخی پس از اسلام است و در شهرستان بروجرد، بخش مرکزی، روستای والیان واقع شده و این اثر در تاریخ ۱۷ اسفند ۱۳۸۱ با شمارهٔ ثبت ۷۹۶۰ به‌عنوان یکی از آثار ملی ایران به ثبت رسیده است.